# Златен век на мексиканското кино
Златният век на мексиканското кино (на испански: Época de Oro del Cine Mexicano) е период в историята на киното в Мексико, в който поради различни обстоятелства тази страна се превръща в център на комерсиалните филми в Латинска Америка и испаноговорещите страни. Започва през 1936 г. с премиерата на Там в голямото ранчо и завършва през 1956 г.

## История
В началото на 30-те години някои мексикански филми като Санта (1932) и Жената от пристанището (1934) получават признание от публиката и критиците, което доказва, че Мексико разполага с необходимото оборудване и таланти, за да поддържа силна филмова индустрия. През 1936 г. е заснет филмът Там в голямото ранчо, режисиран от Фернандо де Фуентес, който жъне необичаен успех не само в Мексико и испаноговорещите държави, но и в САЩ. Започва появата на големи филмови студия, базирани в Мексико сити, които подпомагат масовото производство на филми. Сред най-важните са  „КЛАСА Филмс“, „ФИЛМЕКС“, „Филмс Мундиалес“, „Синематографика Калдерон“, „Пеликулас Родригес“ и „Миер и Брукс“.
От 1939 г. все повече страни в Европа и Азия, а от края на 1941 г. - Съединените щати - участват във Втората световна война и филмовата индустрия в тези региони е сериозно засегната. Европа, поради местоположението си, и Съединените щати - заради материалите, използвани за производството на филми (като целулоза), които са оскъдни и ограничени и започват да се пренасочват в новата оръжейна индустрия. Мексиканската филмова индустрия намира нови източници за материали и оборудване, което гарантира нейната позиция в производството на качествени филми. Също така, по време на войната, филмовата индустрия на Франция, Испания, Италия, Аржентина и Съединените щати е фокусирана в производството на военни филми, което дава възможност на мексиканската да представи разнообразни теми и да се превърне в доминираща на мексиканския и на латиноамериканския пазар в областта на комерсиалното кино. Тази културна среда благоприятства появата на ново поколение емблематични режисьори и актьори.
Мексиканската филмова индустрия продължава да произвежда филми с отлично качество, като в края на 30-те и началото на 40-те години на миналия век започва да изследва жанрове като комедия, романтика и мюзикъл. През 1943 г. филмът Диво цвете събира екип, съставен от режисьора Емилио Фернандес, оператора Габриел Фигероа и актьорите Педро Армендарис и Долорес дел Рио. Филмите Мария Канделария и Перлата се считат за шедьоври на Фернандес, които носят на мексиканското кино огромен престиж, обикаляйки света на важни филмови фестивали. Мария Канделария е удостоен през 1946 г. с Голямата награда на Фестивала в Кан, предишното име на Златната палма, като първият испаноезичен филм, който я получава, а Перлата получава награда Златен глобус от Асоциацията на холивудската чуждестранна преса, като първият испаноезичен филм, получил такова признание.
Мексиканското кино в своята златна епоха имитира „звездната система“, преобладаваща в Холивуд. По този начин и за разлика от други филмови индустрии, в него започва да се развива „култът към актьора“, ситуация, която води до появата на звезди, които предизвикват сензация в обществеността и се превръщат в идоли (подобно на американската филмова индустрия). За разлика от холивудските, мексиканските филмови студия нямат пълна власт над големите звезди, което позволява на актьорите да се развиват в различни филмови жанрове. Техническите иновации също идват от Холивуд. Широки екрани, триизмерно кино, подобряване на цветовете и стерео звук са някои от иновациите, въведени от американското кино в началото на 50-те години. По онова време високата цена на тези технологии затруднява мексиканската кинематография да се конкурира; в продължение на няколко години не успява да произведе филми, включващи тези иновации. Първите мексикански телевизионни предавания започват през 1950 г. Към 1956 г. телевизионните антени вече са често срещани в мексиканските домове и новите медии се разрастват бързо в страната. Въпреки че първите черно-бели телевизионни изображения нямат яснотата и остротата на филмовите, създателите на филми веднага усещат острата конкуренция от тази нова медия не само в Мексико, но и в целия свят. Конкуренцията принуждава филмовата индустрия да търси нови начини за представяне на своето изкуство.
Една от държавите, в които мексиканското кино е много популярно, е Югославия, където през 50-те години в югославските киносалони доминират прожекции на мексикански филми. Популярността им води до т.нар. музикален стил Ю-Мекс, тъй като мексиканската музика и мода са имитирани в югославската държава през 50-те години. Филмът Един ден от живота (1950), чиято премиера в Югославия е през 1952 г., е един от най-популярните филми в балканската държава.
Премахването на цензурата в Съединените щати позволява по-смело и реалистично третиране на много теми. Във Франция младо поколение режисьори поставя началото на движението Нова вълна. В Италия неореализмът слага край на кариерата на няколко режисьори. В Швеция се появява Ингмар Бергман, а в Япония – Акира Куросава. Междувременно мексиканското кино е спряно от бюрокрация и синдикални спънки. Поради изисквания към режисьорите от страна на Съюза на работниците в кинематографичното производство появата на нови е ограничена, а производството е  концентрирано сред малко компании (3 от най-важните филмови студия – „Тепеяк“, „КЛАСА Филмс“ и „Астека“ – са закрити между 1957 и 1958 г.). На 15 април 1957 г. цялата страна скърби при новината за смъртта на Педро Инфанте, предвестник на края на Златния век на мексиканското кино. През 1958 г. Мексиканската академия за филмово изкуство и наука решава да прекрати церемонията по връчването на учредената през 1946 г., в разцвета на индустрията, награда „Ариел“ (връчването е възобновено през 1972 г.), която признава най-добрите продукции на националното кино.

## Филмови жанрове

### Музикални филми и румберас
Тропическата музика, която е модерна в Мексико и Латинска Америка през 30-те години на 20. век, е отразена и в мексиканското кино. Многобройни мюзикъли са произведени през 40-те и 50-те години. Музикалното кино в Мексико е представено най-вече с румберас (афро-антилски музикални ритми).

### Филм ноар
Филм ноар или гангстерски филми (жанр, популярен в Холивуд през 30-те и 40-те години на 20. век) е представен в Мексико от филмовия режисьор Хуан Орол. Вдъхновен от жанра на гангстерските филми и фигури като Хъмфри Богарт и Едуард Робинсън, Орол създава филми чрез смесване на класическите елементи на филм ноар с мексикански фолклор, градска среда, кабаретни артисти и тропическа музика. Пример за това е класическият филм Гангстери срещу каубои (1948).

### Филми на ужасите
Въпреки че 60-те години се смятат за златната ера на ужасите и научната фантастика в мексиканското кино, по време на златния век са създадени някои забележителни произведения. Режисьорът Чано Уруета, започнал в ерата на нямото кино, вече е имал своите подходи към свръхестественото в Профанация (1933) и Знакът на смъртта (1939), но най-големият му принос идва с Великолепният звяр (1952). Друга негова творба в жанра е Вещицата (1954). От своя страна, Фернандо Мендес, също изключителен режисьор от златния век на мексиканското кино, макар и по-малко плодовит в ужасите от Чано Уруета, започва приключенията си в жанра с Крадецът на трупове (1956).

## Студия
- Чурубуско
- Сан Анхел
- Тепеяк